# Arteria epigastrica superiore
Nell'anatomia umana l'arteria epigastrica superiore deriva dalla continuazione verso il basso dell'arteria toracica interna, analogamente accade per le vene omonime.
L'arteria toracica interna (od arteria mammaria interna) è tributaria verso l'alto dell'arteria succlavia, analogamente accade per le vene omonime.
L'arteria epigastrica superiore va ad anastomizzarsi mediante uno o più rami con l'arteria epigastrica inferiore, quest'ultima è collaterale della arteria iliaca esterna; analogamente accade per le vene omonime.